# Dyschoriste pulegium
Dyschoriste pulegium là một loài thực vật có hoa trong họ Ô rô. Loài này được (Nees) Kuntze mô tả khoa học đầu tiên năm 1891.